# Пожарские котлеты
Пожарские котлеты — рубленые котлеты из курятины, панированные в сухарях из белого хлеба. Отличаются сочностью и хрустящей корочкой. Похожие куриные рубленые котлеты — новомихайловские, отличаются более нежным вкусом.

## Изготовление
Куриное филе пропускают через мясорубку или рубят в кухонном комбайне. Замоченный в сливках белый хлеб отжимают и добавляют в фарш вместе с растопленным сливочным маслом, сливками и очень мелко рубленным и припущенным на сливочном масле луком, специями и солью.
По другой версии рецепта, сливочное масло добавляется в фарш в замороженном и измельчённом виде. Фарш тщательно вымешивается, практически так же, как замешивают тесто. Руками, каждый раз окуная их в горячую воду, формуют овальные котлеты, в середину каждой из которых можно положить кусочек сливочного масла для сочности. Затем их обваливают в панировке из белого хлеба, предварительно замороженного и натёртого на крупной тёрке, и жарят (обычно на топлёном масле). После жарки рекомендуется довести до готовности в духовке.

## История
Происхождение названия пожарских котлет связано с Евдокимом Пожарским, владельцем трактира и гостиницы «Пожарская» в Торжке в начале XIX века. В 1826 году Александр Пушкин писал своему другу библиографу Сергею Соболевскому:

На досуге отобедай

У Пожарского в Торжке,

Жареных котлет отведай

И отправься налегке.

Возникшая позже популярная легенда, связывающая появление пожарских котлет с именем освободителя Москвы от польско-литовских оккупантов (1612) князя Дмитрия Пожарского, не имеет ничего общего с действительностью.

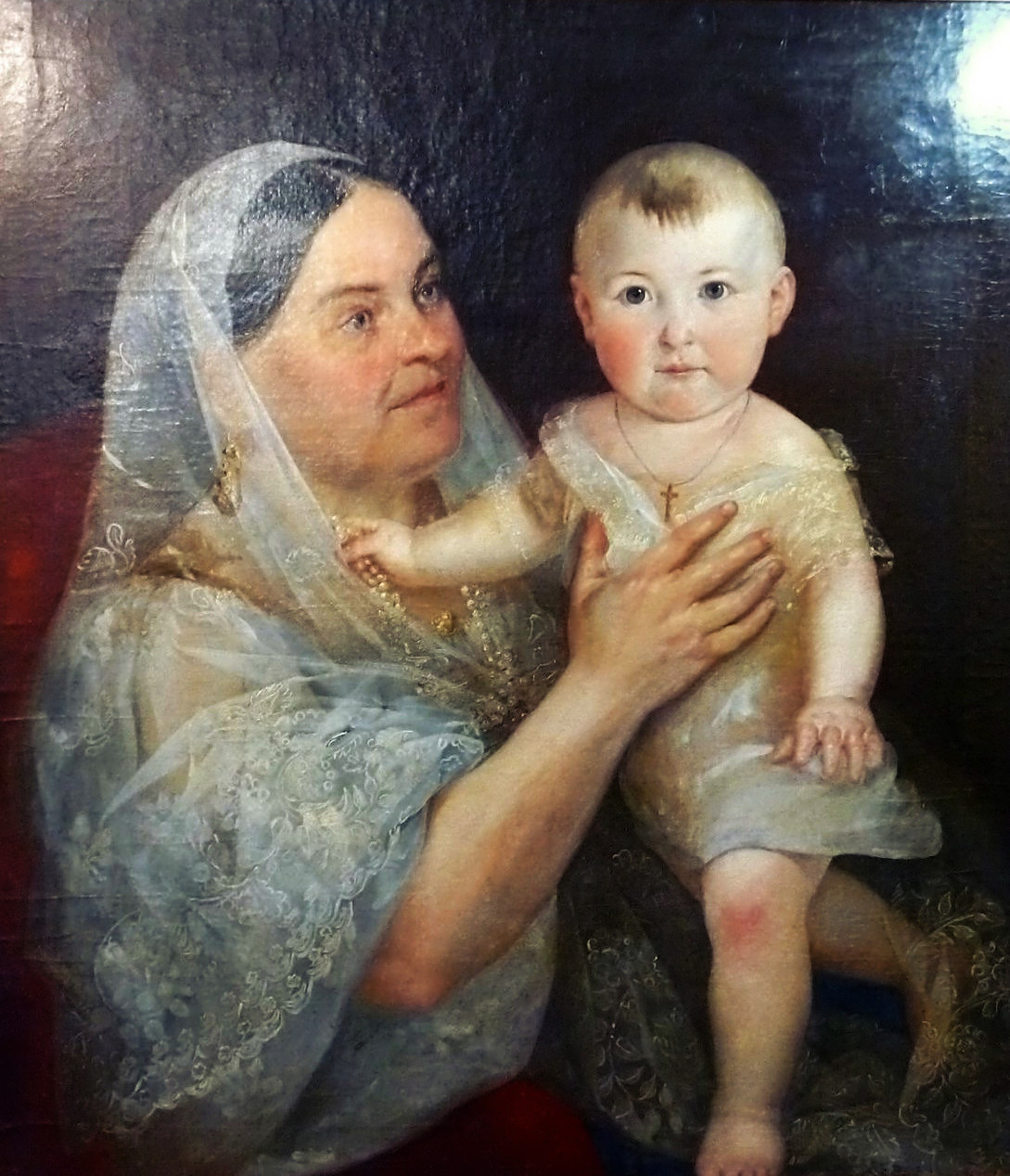
Тимофей Нефф. Дарья Пожарская с ребёнком на руках

Изначально котлеты готовились предположительно из телятины. Свой современный вид они приобрели в 1830—1840-х годах уже при Дарье Пожарской, унаследовавшей трактир отца. Существуют многочисленные упоминания современников как о телячьих пожарских котлетах, так и о более поздних их версиях из рубленого куриного мяса в сухарях.
Михайло Жданов, посетивший Торжок в мае 1838 года, в «Путевых записках по России» (1843) писал:

… въ гостиницѣ Пожарской приготовляются очень вкусныя котлеты; онѣ дѣлаются изъ курицы и таютъ во рту: совѣтую всѣмъ проѣзжающимъ чрезъ Торжокъ покушатъ ихъ. Порція, или двѣ котлетки стоютъ только рубль".

Французский поэт-романтик Виктор д’Арленкур отзывался о «des côtelettes Pojarsky» в самых превосходных выражениях, отмечая, что делаются они из мяса телёнка.
Писатель, поэт Теофиль Готье в своём «Путешествии в Россию» в 1867 году сообщал:

Рецепт куриных котлет был дан хозяйке постоялого двора одним несчастным французом, который не мог иначе заплатить за приют и таким образом помог этой женщине составить целое состояние. Куриные котлеты действительно вкуснейшее блюдо!
Однако версия о французе как источнике рецепта котлет не единственная.
Так или иначе, однажды Дарья Пожарская угостила своими куриными котлетами проезжавшего через Торжок императора Николая I. Котлеты ему так понравились, что впоследствии он не раз приглашал трактирщицу к царскому двору. Портрет работы художника Тимофея Неффа запечатлел, как предполагается, сцену крещения внука князя Петра Волконского; Дарья Пожарская изображена на нём принявшей ребёнка из рук крестной матери-императрицы.
После кончины Дарьи в 1854 году семейный бизнес Пожарских постепенно пришёл в упадок. Однако судьба её фирменных котлет сложилась удачнее: они стали типичным блюдом русской кухни, широко известным как в России, так и за границей. Во времена СССР из-за необходимости чёткого соблюдения рецепта и норм вложения продуктов они сохранились лишь в ресторанной кухне, не став блюдом массового общепита.